# Solfackla
En solfackla är ett ljusare, och därmed hetare, område på solens yta.
Ordet solfackla kan någon gång istället avse ett starkt solutbrott, en soleruption eller en flare.